# Infinite Verbform
Unter dem Begriff infinite Verbform (Gegenbegriffe: Finite Verbform, Personalendung, Personalform) werden die Formen eines Verbs zusammengefasst, die nicht nach Person und Numerus, Tempus oder Modus konjugiert werden, auch wenn sie für andere Merkmale flektiert werden können. Auf der Satzebene kann jedoch auch mit infiniten Verbformen ein eindeutiger Personenbezug hergestellt werden, z. B. im AcI: Sie hörten den Arzt kommen (= Der Arzt kommt), oder in Kontrollkonstruktionen (Infinitivsätzen im Nachfeld): Ich verbiete dir, dort hinzugehen. (= Du sollst nicht hingehen).

## Infinite Verbformen des Deutschen
Es gibt im Deutschen vier infinite Verbformen:
- Einfacher Infinitiv, fliegen
- zu-Infinitiv: zu fliegen
- Partizip Perfekt (auch Partizip II), geflogen
- Inflektiv (auch Erikativ), flieg

Dazugezählt wird manchmal auch
- Partizip Präsens (auch Partizip I), fliegend

Diese Partizipform verhält sich der Wortart nach allerdings immer als Adjektiv.
|                                     | verbal                                                  | adjektivisch: prädikativ                                                                                     | adjektivisch: attributiv    | interjektiv |
| ----------------------------------- | ------------------------------------------------------- | --- | --------------------------- | ----------- |
| Infinitiv                           | Ich will und werde fliegen.                             | |                             |             |
| zu-Infinitiv                        | Er versucht zu fliegen.                                 | Die Passagiere sind während des Flugs nicht zu stören. („Modaler Infinitiv“, grammatische Analyse strittig.) |                             |             |
| Partizip II / verbal („Supin“)      | Er ist geflogen. Es hat gestört. Er ist gestört worden. | |                             |             |
| Partizip I                          |                                                         | Der Fluglärm ist störend                                                                                     | mein fliegendes Ich         |             |
| Partizip I mit zu (vgl. Gerundivum) |                                                         | | die zu fliegende Strecke    |             |
| Partizip II / adjektivisch          |                                                         | Das Flugzeug ist unabgefertigt. („Zustandspassiv“)                                                           | das unabgefertigte Flugzeug |             |
| Inflektiv                           |                                                         | |                             | wegflieg    |

## Infinite Verbformen allgemein
In anderen Sprachen finden sich noch weitere infinite Verbformen, die ihre Form unabhängig von bestimmten grammatischen Kategorien behalten, z. B. das Supinum und der Transgressiv.
| Bezeichnung                      | Hinweise                                     | Beispiele                 |
| -------------------------------- | -------------------------------------------- | ------------------------- |
| Halbpartizip                     | in ostbaltischen Sprachen                    |                           |
| Infinitiv                        | allgemein                                    | deutsch: gehen, zu gehen  |
| Partizip                         | allgemein                                    | deutsch: gehend, gegangen |
| Partizip Präsens Aktiv (PPA)     | Latein                                       |                           |
| Partizip Perfekt Passiv (PPP)    | Latein                                       |                           |
| Partizip Futur Aktiv (PFA)       | Latein                                       |                           |
| Partizip I                       | im Deutschen                                 | gehend                    |
| Partizip II                      | im Deutschen                                 | gegangen                  |
| Quasipartizip                    | im baltischen Sprachen                       |                           |
| Transgressiv (Adverbialpartizip) | in slawischen und baltischen Sprachen        |                           |
| Verbalnomen                      | im Deutschen und in inselkeltischen Sprachen | deutsch: das Arbeiten     |